# Pierre Kaan

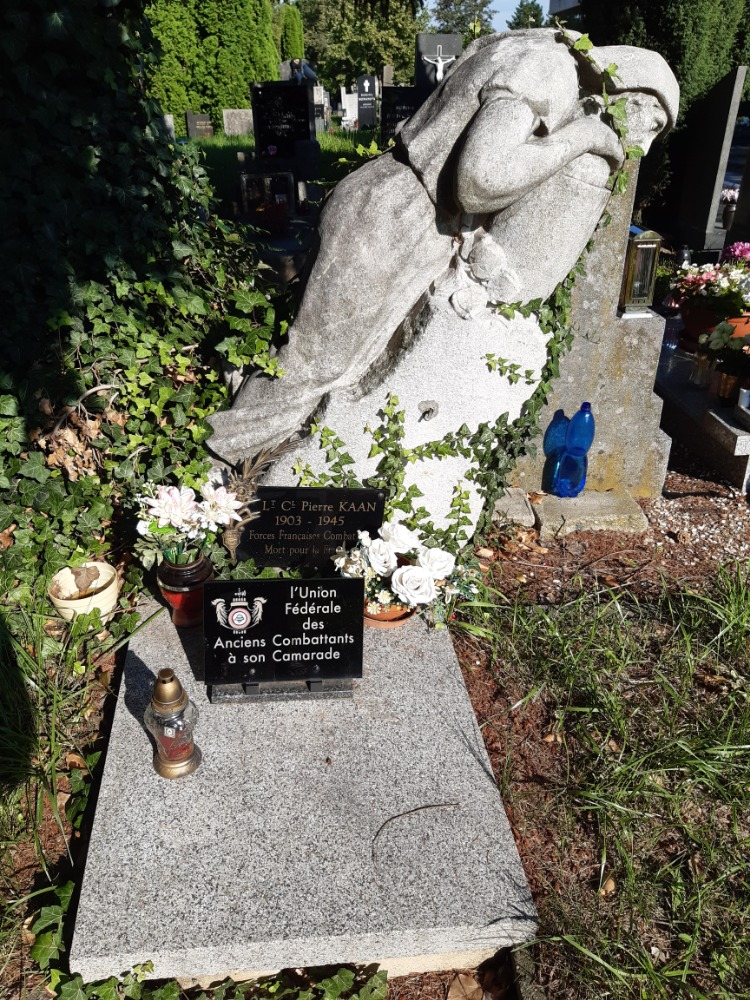
Pierre Kaans grav i České Budějovice.

Pierre Kaan, född 10 januari 1903 i Paris, död 18 maj 1945 i České Budějovice, var en fransk marxistisk filosof och författare. Under andra världskriget var han en tongivande medlem av franska motståndsrörelsen. 

## Biografi
Pierre Kaan föddes i Paris 1903. Han avlade doktorsexamen 1923 med en avhandling om Nietzsche. År 1920 gick Kaan med i Section française de l'Internationale ouvrière (SFIO), men han lämnade sedermera denna för att bli medlem i Cercle communiste démocratique (CCD). 
Kaan stod Jean Moulin nära och verkade för att ena de olika motståndsgrupperna i Frankrike. Kaan greps av Gestapo den 29 december 1943. Efter att ha torterats deporterades han till Buchenwald. Kort efter befrielsen 1945 avled Kaan av tyfus och utmattning. Han är begravd i České Budějovice.